# Marjan Eid
Marjan Eid (Riffa, 12 maggio 1979) è un allenatore di calcio ed ex calciatore bahreinita.

## Carriera

### Allenatore
Dal 2007 al 2015 è stato legato, a più riprese, alla Nazionale del proprio paese sia come assistente che come commissario tecnico.

## Palmarès

### Giocatore

#### Competizioni nazionali
- Campionato bahreinita: 4

Al-Riffa: 1997-1998, 1999-2000, 2002-2003, 2004-2005
- Bahraini King's Cup: 1

Al-Riffa: 1998
- Bahraini FA Cup: 3

Al-Riffa: 2000, 2001, 2004
- Bahraini Crown Prince Cup: 4

Al-Riffa: 2002, 2003, 2004, 2005